# تاکاکی سوزوکی
تاکاکی سوزوکی (انگلیسی: Takaaki Suzuki؛ زادهٔ ۷ اکتبر ۱۹۸۱) بازیکن فوتبال اهل ژاپن است.
از باشگاه‌هایی که در آن بازی کرده‌است می‌توان به باشگاه فوتبال ساگان توسو اشاره کرد.